# Толстиков Василь Сергійович
Василь Сергійович Толстиков (6 листопада 1917, місто Тула, тепер Російська Федерація — 29 квітня 2003, місто Санкт-Петербург, Російська Федерація) — радянський діяч, 1-й секретар Ленінградського обласного комітету КПРС, надзвичайний і повноважний посол СРСР у Китайській Народній Республіці та в Королівстві Нідерланди. Член ЦК КПРС у 1961—1981 роках. Член Бюро ЦК КПРС по РРФСР з 23 листопада 1962 по 8 квітня 1966 року. Депутат Верховної ради СРСР 6—8-го скликань, член Президії Верховної ради СРСР у 1962—1971 роках.

## Біографія
Народився в родині службовця. Закінчив школу-семирічку в місті Тулі. У 1934 році закінчив Тульський будівельний технікум.
З 1934 року працював десятником, техніком, виконробом на шахтах тресту «Москвовугілля». Потім переїхав до Ленінграда і вступив на факультет інженерних споруд Ленінградського інституту інженерів залізничного транспорту.
У 1940 році закінчив Ленінградський інститут інженерів залізничного транспорту.
З серпня 1940 року служив червоноармійцем розвідувального підрозділу бригади прикордонних військ НКВС СРСР у місті Сестрорєцьку Ленінградської області. З 1940 року — головний інженер військово-будівельної дільниці № 6 в селищі Сортавала на Карельському перешийку.
У 1941—1946 роках — у Червоній армії, учасник німецько-радянської війни. Служив в окремій саперній роті 27-ї бригади, був поранений. З 1943 року — ад'ютант заступника командувача — начальника інженерних військ 23-ї армії, помічник начальника 2-го відділення штабу 20-ї інженерно-саперної бригади 23-ї армії Ленінградського та 26-ї армії 3-го Українського фронтів. У 1945—1946 був начальником відділу перевезень Групи окупаційних радянських військ в Німеччині, займався демонтажем німецьких промислових підприємств і відправкою трофейного німецького обладнання в СРСР.
У 1946—1952 роках — у будівельних організаціях міста Ленінграда: начальник дільниці, начальник виробничо-технічного відділу тресту, головний інженер будівельного тресту, керуючий тресту «Ленбудкольормет».
Член ВКП(б) з 1948 року.
У 1952—1957 роках — заступник завідувача і завідувач відділу будівництва Ленінградського обласного комітету КПРС; 1-й секретар Гатчинського районного комітету КПРС Ленінградської області.
У 1957—1960 роках — 1-й заступник голови виконавчого комітету Ленінградської міської ради депутатів трудящих.
У січні — 13 жовтня 1960 року — секретар Ленінградського обласного комітету КПРС.
13 жовтня 1960 — 3 травня 1962 року — 2-й секретар Ленінградського обласного комітету КПРС.
3 травня 1962 — 18 січня 1963 року — 1-й секретар Ленінградського обласного комітету КПРС. 7 грудня 1962 — 18 січня 1963 року — голова Організаційного бюро Ленінградського обласного комітету КПРС із промислового виробництва.
18 січня 1963 — 15 грудня 1964 року — 1-й секретар Ленінградського промислового обласного комітету КПРС.
15 грудня 1964 — 16 вересня 1970 року — 1-й секретар Ленінградського обласного комітету КПРС.
16 жовтня 1970 — 24 липня 1978 року — надзвичайний і повноважний посол СРСР у Китайській Народній Республіці.
1 лютого 1979 — 3 червня 1982 року — надзвичайний і повноважний посол СРСР у Королівстві Нідерланди.
З червня 1982 року — персональний пенсіонер союзного значення в місті Ленінграді. Член КПРФ з 1992 року.
Очолював Комітет з міжнародних зв'язків Об'єднання ветеранів Ленінграда (Санкт-Петербурга) та області. З 1997 року багато і важко хворів.
Помер 29 квітня 2003 року. Похований в Санкт-Петербурзі на Богословському цвинтарі.

## Звання
- лейтенант
- старший лейтенант

## Нагороди
- чотири ордени Леніна
- орден Жовтневої Революції (1987)
- два ордени Вітчизняної війни І ст. (9.05.1945, 6.04.1985)
- орден Вітчизняної війни ІІ ст. (2.08.1944)
- орден Червоної Зірки (21.05.1944)
- орден Дружби народів (1977)
- кавалер Великого хреста нідерландського ордену Корони
- медаль «За оборону Ленінграда» (1941)
- медаль «За перемогу над Німеччиною у Великій Вітчизняній війні 1941—1945 рр.» (1945)
- медалі
- надзвичайний і повноважний посол СРСР (1970)